# 守谷市立御所ケ丘小学校
守谷市立御所ケ丘小学校（もりやしりつ ごしょがおかしょうがっこう）は、茨城県守谷市御所ケ丘五丁目に所在する市立小学校。常総ニュータウン北守谷地区に最初に開校した学校である。開校当初の住所は立沢1454-1、後に町名変更により御所ケ丘5-15に変更された。設置前の仮称は｢北守谷第一小学校｣。

## 沿革
- 1982年（昭和57年）4月1日 - 守谷町立御所ケ丘小学校として開校。
- 1989年（平成元年）4月1日 - 学区内の人口増加の為、松前台小学校を当校から分離。
- 2002年（平成14年）2月2日 - 市制施行により、守谷市立御所ケ丘小学校に改称。

## 教育目標
『知・徳・和の調和と、統一ある人間性を志向し、健やかな心身と個性豊かな人間の育成を図る』

## 学区
- 守谷市
  - 御所ケ丘
  - 久保ケ丘
  - 立沢の一部（常総ふれあい道路より東側）

当地域は新興住宅地常総ニュータウン北守谷の御所ケ丘地区に位置し、児童の大多数が常総ニュータウン北守谷内に居住している。当小学校を卒業し、市立中学校に進学する場合は進学先は御所ケ丘中学校となる。

## 交通
- 関東鉄道常総線新守谷駅徒歩13分
- 関東鉄道バス・「御所ケ丘小入口」下車 徒歩2分